# أريدي وردي
أريدي وردي (الاسم العلمي:Aerides rosea) هو نوع من النباتات يتبع جنس الأريدي من الفصيلة السحلبية.